# هیکل سلیمان

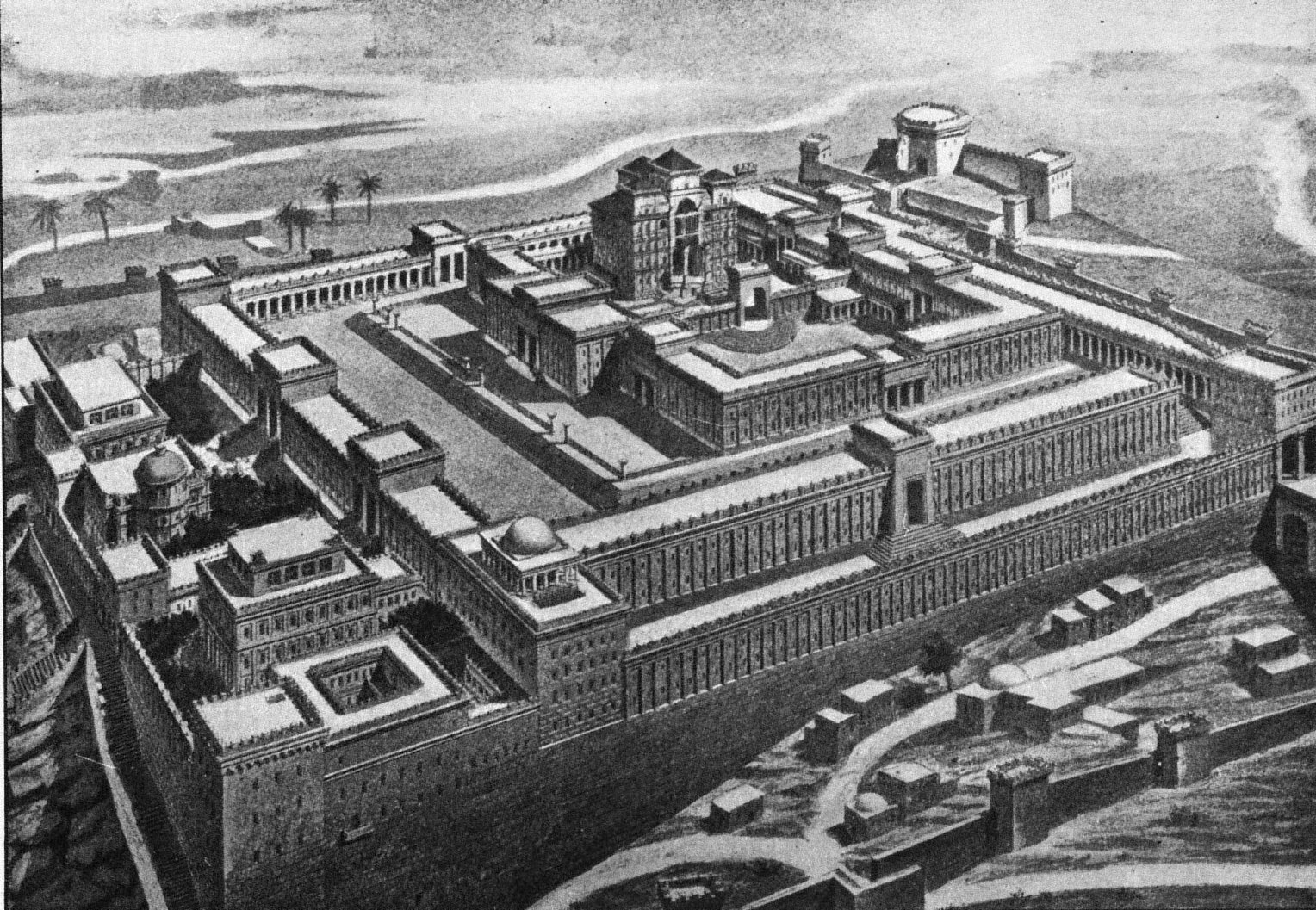
معبد اورشلیم بر اساس روایات کتاب‌های عهد عتیق.

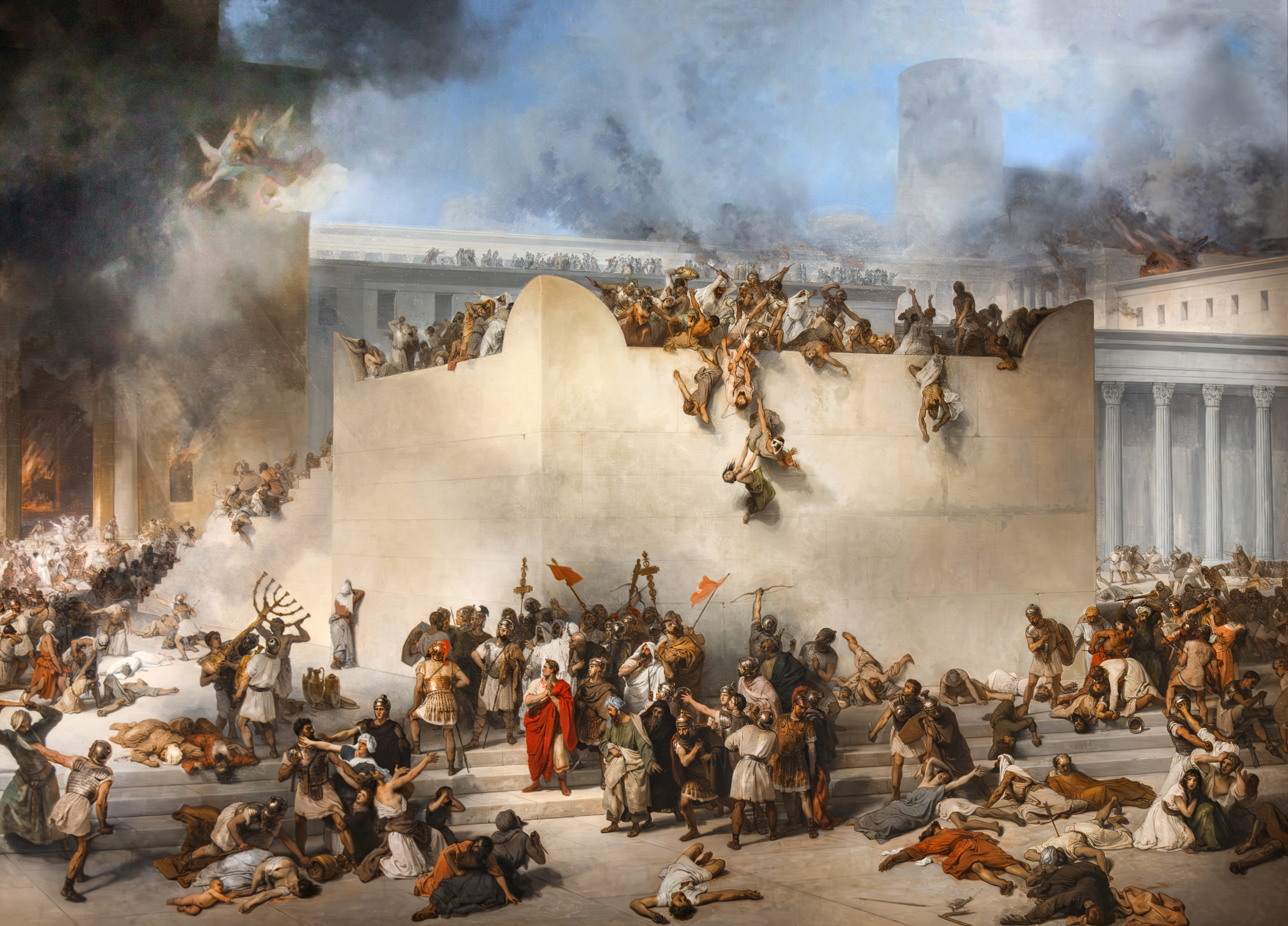
تخریب معبد اورشلیم - اثر: فرانچسکو هایز.

هیکلِ سلیمان یا معبدِ سلیمان یا هیکلِ مقدس یا معبد اول اورشلیم (به عبری: בית המקדש הראשון تلفظ: بیت هامیقداش هاریشون به معنیِ نخستین سرای مقدسِ یا بیت‌المقدس الاول) بر اساس کتاب مقدس و قرآن اولین معبدِ باستانیِ یهودیان بوده که در مجموعه پرستش‌گاه اورشلیم قرار داشته‌است تا زمانی که در سال ۵۸۷ پیش از میلاد به دستِ نبوکدنصر دوم پادشاه امپراتوری بابل نو تخریب می‌شود. تابوت عهد در این معبد بود.
بر اساس کتاب مقدس سلیمان این معبد را در زمانی که قوم یهود متحد بود و تحت پادشاهی او قرار داشت بنا کرد. از این رو ساخت آن در حدود قرن ۱۰ قبل از میلاد تصور می‌شود. به دلیل حساسیت‌های زیاد مذهبی در مورد این معبد کاوش‌های باستانی زیادی در محوطه مسجد الاقصی انجام شده‌است.
بر اساس توصیفی که در قسمت سفر ملوک اول و برخی بخش‌های سفر حزقیال آمده‌است با یک معبد سوری که تقلیدی هست روبه رو می‌شویم. این روش ساختن معبد در شامات بین اواسط هزاره اول و دوم قبل از میلاد بسیار رواج داشته‌است. حفاری‌های انجام شده تا اکنون بیش از ۲۰ معبد از همان مدل نقشه در مکان‌های مختلف شناسایی شده‌است. مکان‌هایی که معابد پیدا شده‌است شامل موارد زیر هست: تل الطعینات و ألالاخ که در حوض العاصی الشمالی قرار دارد و عین دارا در شمال‌غربی شهر حلب و کارکمیش در فرات بالایی و تل مگیدو و حاصور و شکیم و بیت شال در اسرائیل. بیشترین شباهت با معبد سلیمان دو معبد هست که یکی در تل الطعینات و دیگری در عین دارا قرار دارد.
معاویه ابراهیم، از باستان‌شناسان فلسطینی دربارهٔ معبد سلیمان بیان کرده که بر اساس حفاری‌های انجام شده چیزی در مورد معبد پیدا نشده‌است. همچنین آقای هیرتسوغ که از باستان‌شناسان اسرائیل که استاد دانشگاه تل آویو می‌باشد در مقاله در روزنامه هاآرتص در ۲۸ نوامبر ۱۹۹۹ بیان کرده‌است که همه حفاری‌ها در سرزمین اسرائیل ناامیدکننده است و هیچ چیزی بر اساس آنچه که در تورات آمده، پیدا نشده‌است. در تورات در مورد پادشاهی و حکومت سلیمان و داوود بسیار توصیف شده‌است که حکومت بزرگ و وسیعی بوده‌است اما با توجه به حفاری‌های انجام شده در بهترین حالت یک حکومت قبیله‌ای کوچک بوده‌است.
اسرائیل فنکلشتاین، مسئول بخش باستان‌شناسی در دانشگاه تل آویو بیان کرده که بر اساس حفاری‌های انجام شده، آثار باقیمانده بسیار ناچیز است و تقریباً هیچ نتیجه‌ای نگرفتند و حتی بر اساس حفاری‌ها معبد سلیمان اصلاً وجود نداشته‌است.بر اساس آنچه ذکر شده به صراحت گفته می‌شود که آثاری از معبد سلیمان بر اساس آنچه در تورات ذکر شده، هیچ چیز پیدا نشده‌است.

## تاریخچه به روایت عهد عتیق
خداوند به قوم اسراییل دستور داد که در زمان سرگردانی در بیابانی چادری به نام میشکان تهیه کنند که این چادر محل ارتباط و حضور خدای اسراییل با آنان بود. در این چادر تابوت عهد قرار داشت و قوم اسراییل در هنگام حرکت این چادر را با خود از محلی به محل دیگر حمل می‌کردند. داوود پسر یسی می‌خواست هیکلی برای خداوند بسازد و زمین آن را برای ساختش خریداری کرد اما خداوند وعده داد پسرش سلیمان آن هیکل را به اتمام خواهد رساند. بر طبق عهد عتیق به این دلیل که داوود خون بسیار بر زمین ریخته بود. داود در پی آن شد که اموال بسیاری برای انجام این کار جمع کند، از آن جمله صدهزار وزنه طلا و یک میلیون وزنه نقره و مس و آهن را بدون وزن فراهم کرد و مقدار بسیاری چوب سرو آزاد فراهم کرد و هر کس را در هر شغل که استاد بود به کار داشته و بر حسب فرمایش خدای تعالی هیکل را طراحی کرده محلش را معین نمود. (یکم پادشاهان، ۵:۳) اما سلیمان در سال چهار سلطنت خود بنای هیکل را شروع نمود و ۱۸۳۶۰۰ نفر در آن جا مشغول بود. از این‌ها ۳۰۰۰۰ از یهود بودند که به نوبت کار می‌کردند، یعنی ده هزار نفر در هر ماه و ۱۵۳۶۰۰ از کنعان بودند؛ و پس از هفت سال به نتیجه رسید بهترین بنای دنیا و فخر اورشلیم شد.
به تاریخ ۱۵ تیشری ۲۹۳۵ عبری و مقارن با یازدهمین سال سلطنت سلیمان افتتاح شد؛ و ۴۱۰ سال (۹ آو سال ۳۳۳۸ عبری برابر ۵۸۶ پیش از میلاد) آباد بود. معبد دارای اتاقی اندرونی به نام قدس الاقداس بود که تابوت عهد و ده فرمان در آن قرار داشت.
سی سال بعد از تکمیل بنا، ششونک یکم، فرعون مصر (از دودمان بیست و دوم) بر رحبعام (rahob'am) پسر سلیمان حمله برد و گنجینه‌های هیکل را غارت کرد.
در سال ۵۸۶ پیش از میلاد زمان حکمرانی صدقیا، نبوزردان فرمانده ارتش نبوکدنصر دوم (بخت‌النصر) به اورشلیم حمله کرده و بنای هیکل را به تمامی ویران ساخت.

### موقعیت مکانی

چاه کنده شده (در سمت چپ دیوار ندبه زیر قوس وینسون) که نشان دهندهٔ اختلاف سطح واقعی کف دیوار(۸متر) از عصر هرودیین تا امروز می‌باشد. در واقع بخشی از دیوار در طی دوران مدفون شده‌است.

شهر قدیم اورشلیم بعد از خرابی معبد دوم در تاریخ ۶۸ میلادی در طی تاریخ و در مسیر ساخت و سازها و ویرانی‌های متعدد به عمق ۴۰ تا ۷۰ پا در زیر انبوهی خاک و سنگ مدفون شده و امروز فقط قسمت کوچکی از آن شهر قدیمی بر جای مانده‌است. معبد یا هیکل سلیمان که بر روی صخرهٔ مقدس بنا شد در بلندترین نقطهٔ شهر قرار دارد، اما امروزه سطح معبد و قدس القداس با سطح شهر یکسان شده‌است.
هیکل سلیمان بر روی تپهٔ موریا قرار داشته‌است. این تپه همان است که هم‌اکنون مسجدالاقصی و قبةالصخره بر روی آن قرار دارند.
دربارهٔ موقعیت مکانی دقیق هیکل بر روی تپه، نظرها متفاوت است. هم‌اکنون سه احتمال برای آن وجود دارد که به ترتیب در صحن شمالی، در محل کنونی قبةالصخره و در صحن جنوبی (بین مساجد الاقصی و صخره) هستند.
اما برپایهٔ آخرین پژوهش‌ها، احتمال سوم از دو احتمال دیگر قوی‌تر دانسته شده‌است.

### موقعیت معماری ساختمان معبدی اول(افتتاح از ۸۲۶ تا ۴۲۲ پیش از میلاد)

پلان معبد مقدس؛ نما از سمت بالا و پهلو

پلان معبد مقدس؛ نما از روبرو

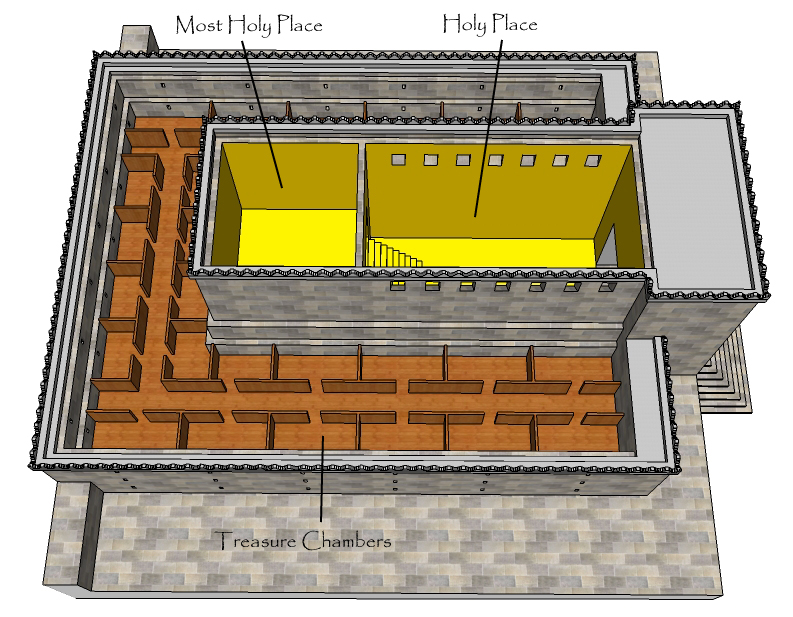
نمای پرسپکتیو معبد مقدس

#### حوضچهٔ برنزی
موسوم به دریای شلومو (سلیمان) (ים של שלמה) حوضچهٔ آبی که کاهنان قبل از شروع مراسم عبادی دست و پای خود را در آن می‌شستند. - این حوضچه دارای ۱۲ شیر جهت وضوی دوازده نفر به‌طور همزمان بود.

#### هخال
راهروی ورودی محل قدس (قُدش): مکانی قبل از ورود به قدس القداس که در آنجا منورا شمعدان طلائی میز با ترتیب نان‌ها و قربانگاه طلایی جهت بخور روزانه (روزی دو بار) قرار داشت.

#### قُدِش قُداشیم (قدس القداس)
مقدس‌ترین محل بیت مقدس که در آنجا صندوق عهد قرار داشت و تنها کاهن اعظم آنهم فقط یک روز در سال (عید یوم کیپور) اجازه ورود به آنجا را داشت.

### مراسم عبادی یهودیان در معبد
در زمان آبادی معبد بِیت همیقداش، ترتیب دادن مراسم عبادی بودند که البته بر اساس مناسبتهای مختلف سال ویژگی‌ها و دسته‌بندی‌هایی داشت.

#### کوهانیم

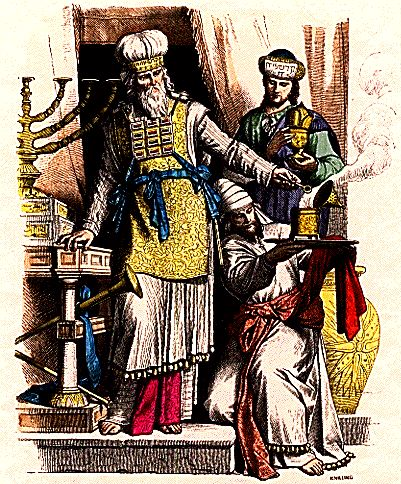
کاهن اعظم (کوهن گادول) دارای لباس مخصوص (افود)، به همراه سینه بند حوشن و آوریم و تومیم. در درون حوشن ۱۲ سنگ به نماد دوازده قبیله اسرائیل قرار دارند.

بر اساس تورات معبد دارای کاهنین خاصی بود که این کاهنین همگی از نسل هارون برادر موسی بودند. افراد قبیله لاوی (لاویان) نیز در انجام مراسم به کوهن‌ها کمک می‌کردند. بر اساس تورات اولین کاهن اعظم (کوهن گادول) هارون برادر موسی بود و بعد از او پسرانش وظیفه او را بر عهده می‌گرفتند. تمامی کاهنین اعظم باید دارای نسل مشخص از هارون می‌بودند.

#### یوم کیپور
کاهن اعظم یهودیان در تمام روز کیپور در محل بِت همیقداش حضور داشت و مراسم خاص آن روز را اجرا می‌نمود. به‌طور کاملاً خلاصه، در این مراسم، کهن گادول (کاهن اعظم) در مجموع ۱۵ مرتبه قربانی‌های مختلف (شامل گوسفند، گاو، بز) را تقدیم می‌نمود، سه بار مجموعه عطریات ویژه را بخور می‌کرد، ۵ بار لباس‌های مخصوص خود را تعویض می‌نمود، ۳ مرتبه ویدوی (طلب بخشایش) را می‌خواند (۱- در حق خود و خانواده اش، ۲- در حق سایر کاهنان و ۳- در حق تمام جامعه). او ده مرتبه نام اعظم الهی را (که بر زبان جاری ساختن آن برای سایرین اکیداً ممنوع است) بر زبان می‌آورد، و جماعت هر بار با شنیدن آن نام، سجده کرده و روی خود را بر زمین می‌نهادند و جمله «בָּרוּךְ, שֵׁם כְּבוֹד מַלְכוּתוֹ, לְעוֹלָם וָעֶד» ((به فارسی: نام او تا ابدالاباد مبارک باد)) را با صدای بلند بیان می‌کردند؛ کهن گادول همچنین چهار مرتبه وارد مکان قدس الاقداس (به عبری: קדש הקדשים) می‌شد، سه مرتبه خون آن قربانی‌ها را بر مذبح و دیگر اجزای آن می‌پاشید. او دو بار دعا می‌خواند، دعای اول را به صورت کوتاه و در مکان קדש הקדשים، و دعای دوم را به‌طور طولانی‌تر و قبل از آخرین ورود به قدس الاقداس ادا می‌نمود. جماعت در تمام مدت یوم کیپور می‌ایستادند و مراسم را برگزار می‌کردند.

### باورها

#### در یهود
امروزه یهودیان سراسر جهان، دیوار غربی (دیوار ندبه) را به عنوان قبله می‌شناسند و بر همین اساس، جهت (سوی) نماز گزاردن و همچنین راستای محراب (هخال) کنیساها و راستای مقبره‌های یهودیان جهان تنظیم شده‌است.
براساس باور یهود سنگ بنا و پایه دیوار غربی (دیوار ندبه) هیکل سلیمان را پدر ایشان، حضرت داوود گذاشته‌است و از آنجایی که صف کنیه آن حضرت جاودانگی و پایستگی است، استثناءً این دیوار همچنان از آسیب بلایای زمانه سالم و پایدار باقی‌مانده. چنانچه در این رابطه در «رساله برگ» آمده:(داوود برای ساخت بیت همیقداش پایه‌های آن را حفاری کرد)

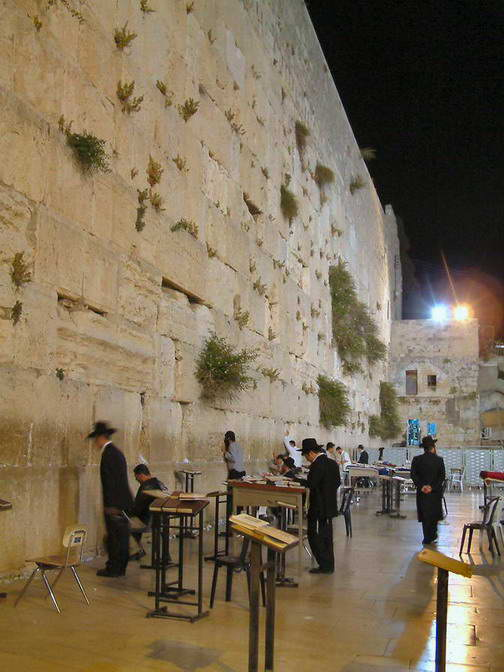
به باور یهودیان، دیوار ندبه از آخرین باقی‌مانده‌های هیکل سلیمان است

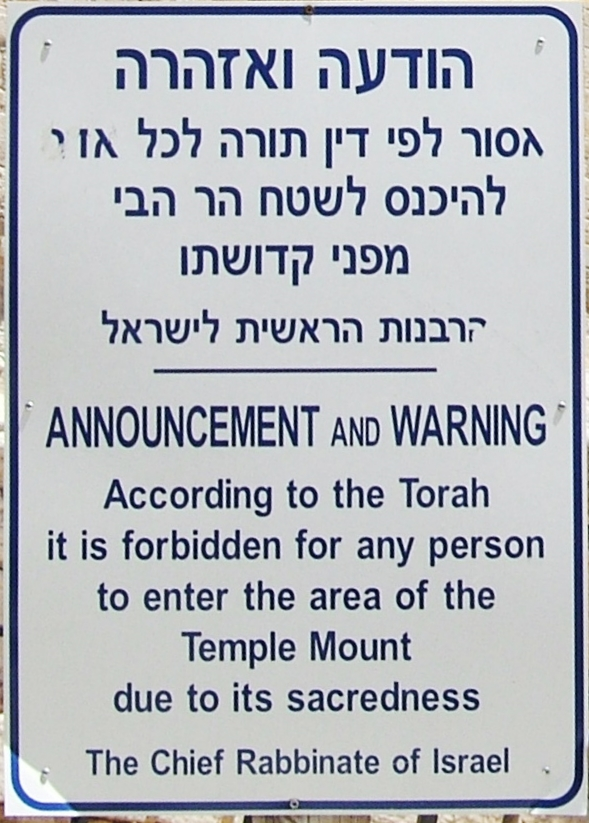
اطلاعیه و اخطار! بر اساس قانون تورات برای هر شخصی ممنوعیت دارد که به محدودهٔ بیت همیقداش (هیکل) بخاطر قداستش وارد شود. از طرف ریاست ربانوت اسرائیل

یهودیان باور دارند که بیت همیقداش آینده (معبد سوم) که انتظار آبادی آن را دارند ساخته شده و کامل آن آشکار شده و از آسمان می‌آید. میقداش (مکان مقدس) را خدایا، دستان تو آراسته می‌سازند

#### در اسلام
ساخت معبد توسط سلیمان در قرآن نیز بیان شده‌است؛ در واقع داوود ساخت معبد را آغاز کرد اما قبل از آن که بنای مسجد به پایان برسد داود رحلت کرده و تکمیل بناء را به سلیمان سفارش نمود ولیکن در قرآن ساخت معبد نه توسط فقط انسان‌ها و بلکه توسط جنهایی که سلیمان بر آن‌ها حاکم شده بود انجام می‌شود. این جن‌ها به دستور خداوند تحت سلطه سلیمان قرار گرفته بودند و برای او کار می‌کردند. هنگامی که مرگ سلیمان فرا رسید او ایستاده بود و کار جن‌هایی را تماشا می‌کرد. خداوند وقتی جان او را گرفت او همچنان بر عصای خود تکیه کرده بود و جن‌ها تصور می‌کردند که او همچنان نظاره گر کارهای آنان است. از این رو به کار خود ادامه دادند تا زمانی که یک موریانه عصای او را خورد و او به زمین افتاد و جن‌ها فهمیدند که او از دنیا رفته بوده‌است.
و باد را برای سلیمان که رفتن آن بامداد یک ماه و آمدنش شبانگاه یک ماه بود و معدن مس را برای او ذوب [و روان] گردانیدیم و برخی از جن به فرمان پروردگارشان پیش او کار می‌کردند و هر کس از آنها از دستور ما سر برمی‌تافت از عذاب سوزان به او می‌چشانیدیم. برای او هر چه می‌خواست از نمازخانه‌ها و مجسمه‌ها و ظروف بزرگ مانند حوضچه‌ها و دیگهای چسبیده به زمین می‌ساختند ای خاندان داوود شکرگزار باشید و از بندگان من اندکی سپاسگزارند. پس چون مرگ را بر او مقرر داشتیم جز جنبنده‌ای خاکی که عصای او را می‌خورد از مرگ او آگاه نگردانید پس چون فرو افتاد برای جنیان روشن گردید که اگر غیب می‌دانستند در آن عذاب خفت‌آور نمی‌ماندند. - قرآن سوره سبا، آیه ۱۲–۱۴، ترجمه فولادوند

#### در فراماسونری
قرن‌ها پیش و روزگاری که فراماسونری به تازگی شکل گرفته بود، هر عضو این تشکیلات و ماسون باور عمیق بر این داشت که فراماسونری از معبد سلیمان ریشه گرفته و در همین معبد بوده‌است که شاه سلیمان، هیرام و هیرام ابیف سرپرستی و هدایت لژهای خود را بر عهده گرفته و درجات و سطوح نمادین را شکل داده‌اند!
اما اگر چه آن روزگاران گذشته و این تفکرات و اعتقادات در بین فراماسون‌های مدرن از بین رفته‌است، با این وجود، در دورانی که این فرضیه به عنوان یک واقعیت قطعی پذیرفته شده بود، ارتباط مذکور نقش تعیین‌کننده‌ای را در شکل‌گیری آداب و رسوم و باورهای ماسونی ایفا می‌کرد.
فراماسونری یک پیمان برادری بوده و مواردی را از معبد سلیمان الهام گرفته‌است. در سردر تمامی لژهای فراماسونری دو ستون بوآز «ستون سمت چپ» و جشین «ستون سمت راست» قرار دارند که از معبد سلیمان الهام گرفته شده‌اند. آیین رده‌های پایین فراماسونری از داستان ساخت معبد سلیمان توسط فردی به نام هیرام ابیف صحبت می‌کند و فردی که مایل است وارد آیین فراماسونری شود باید تجربه هیرام ابیف را تکرار کند.

#### در کابالا
کابالا که دانشی عرفانی نشات گرفته از یهودیت است اعتقاد دارد که معبد سلیمان دارای معادل متافیزیکی است. معبد دارای سه بخش بیرونی، درونی و اندرونی بود که در کابالا این سه رده معادل سه دنیای پایین در نظر گرفته می‌شوند (ببینید: چهار دنیا). دو ستون بواز و جشین معادل قطب‌های فعال و غیرفعال دنیای آتزیلوت هستند. منورای اصلی که در معبد استفاده می‌شد دارای هفت شاخه بود که این هفت شاخه نمایانگر دنیای سفیروتها (ببینید: درخت زندگی) و هفت سفیروت پایینتر هستند. پرده بین قدس الاقداس و قسمت درونی معبد نمایانگر ارتباط هفت سفیروت پایین و سه سفیروت بالا است که در آن شکینا یا حضور مقدس قرار دارد.

#### باورهای دیگر
عده‌ای منکر وجود چنین پرستشگاهی هستند و از جمله دلایلشان یکی آن است که هرودوت یونانی، پدر تاریخ‌نویسی، ۱۵۰ سال پس از ویرانی هیکل سلیمان از شهر صور و هیکل اشتارته (عشتورت) دیدن می‌کند، اما کوچک‌ترین اشاره‌ای به هیکل سلیمان نمی‌کند.
در وسط هیکل سلیمان فضایی مطهر وجود داشت که به آن قدس الاقداس می‌گفتند و تابوت عهد خداوند در آن جا قرار داشته‌است. تصور بر آن بوده که مکان حضور دائمی خدایی است که معبد متعلق به اوست یا نیروی الهی او همواره در آنجا موج می‌زند. حتی کاهن اعظم فقط سالی یک مرتبه در یوم کیپور اجازهٔ ورود به آن فضا را داشته‌است.
حیاط دیوار ندبه (دیوار غربی) در واقع بخش بیرونی هیکل سلیمان می‌باشد؛ و از آنجایی که قدش قداشیم (قدس اقداس) محل بسیار مقدسی است. یهودیان اجازه ورود به آنسوی دیوار ندبه را ندارند. در تورات، سفر لاویان و اعداد فصل ۱۹ قوانین بسیاری برای 'طهارت ویژه' افرادی که می‌خواهند به بیت همیقداش وارد شوند وجود دارد؛ و از این جهت که امروزه شرایط 'طهارت ویژه' کامل شرعی مقدور نمی‌باشد یهودیان متعهد به امور مذهبی از ورود و بازدید بقایای محوطه داخلی بیت همیقداش (بیت‌المقدس) از جمله قدس القداس یا هر چه که در پشت دیوار ندبه (دیوار غربی) وجود دارد اجتناب می‌کنند. بر همین اساس بسیاری از علمای یهودی از جمله رهبر مذهبی یهودیان اسراییل (Rabanut) از سال ۱۹۶۷ قانونی وضع کردند که یهودیان اجازه ورود و حرکت در کوهی که قبلاً مکان معبد (هیکل) بوده را ندارند. چرا که احتمال دارد در مکان قدش قداشیم (قدس اقداس) قدم بگذارند.
البته مسلمانان و فلسطینیان به‌طور معمول اجازه ورود و به جا آوردن نماز در مسجدالاقصی را دارند.
در کتاب دوم باروخ (متعلق به قانون سریانی) چنین آمده‌است که این بخت النصر نبود که اورشلیم را تخریب کرد و هیکل را ویران کرد بلکه خدا فرشتگان خود را فرستاد و دیوارهای شهر را فرو ریخته و گنجینه‌های آن را در جایی پنهان کردند.
در برخی احادیث شیعه آمده‌است که مسجدالاقصی واقعی که در قرآن از آن نام برده شده‌است نه در روی زمین بلکه در آسمان است. و مسیحیان معتقدند در آخرالزمان و در زمان بازگشت مسیح، اورشلیم جدید از آسمان به زمین می‌آید.

## در سینما و هنر
- انیمیشن فرمانروایان مقدس
- سینمایی ملک سلیمان